# Mario Galli
Mario Galli (Barlassina, 7 settembre 1931 – Barlassina, 21 agosto 1981) è stato un micologo italiano.

## Divulgazione micologica
Intorno agli anni 1960 nacque l'idea di creare la "Collezione Amicitia" di sculture lignee rappresentanti funghi, che fu realizzata nel periodo che va dal 1962 al 1966, composta da 332 sculture rappresentanti 125 specie di funghi.
La Collezione è stata materialmente intagliata in legno di tiglio dai maestri artigiani Silvio Tanzi e Luigi Tettamanti, i quali partendo dal pezzo di legno grezzo con davanti il fungo fresco, aiutati da Mario Galli, hanno riprodotto gli esemplari in ogni singolo particolare: cappello, lamelle, anello, con straordinaria verosimiglianza.  A questo punto la scultura veniva portata a Milano dalla pittrice miniaturista di origine russa Karin Shiskho, che con tecnica ad olio fissava il colore al modellino ligneo.
Le doti didattiche della collezione furono riconosciute dalla Arnoldo Mondadori Editore già nell'anno 1966, che inserì 30 modellini nella trentaseiesima edizione della Enciclopedia dei Ragazzi, per identificare i funghi di maggior interesse (commestibili e velenosi).
Attraverso l'esposizione della Collezione "Amicitia" in oltre 100 manifestazioni, in Italia ed all'estero, di cui molte di interesse nazionale, quali l'Euroflora 76 a Genova, e l'opera di proselitismo del suo autore, ecologista ante litteram, quando in pochi si occupavano della salvaguardia dei boschi, sono nati la maggior parte dei Gruppi micologici "Giacomo Bresadola", ancora oggi attivi in tutta la Lombardia e nel Nord Italia.
Suo ultimo opera è il libro, edito postumo nel 1982 dalla casa editrice Nuove Edizioni di Gabriele Mazzotta di Milano, intitolato Nuovo Trattato di Micologia, dedicato a tutti i bambini ospitati dall'Istituto "La Nostra Famiglia" di Bosisio Parini. Lo stesso è corredato di complete e organiche descrizioni di specie fungine e di 400 tavole dipinte a mano, con la tecnica dell'acquerello, dalla pittrice Karin Shishko.
| Controllo di autorità | SBN MILV342307 |